# Xylocoris flavipes
Xylocoris flavipes är en insektsart som först beskrevs av Reuter 1875.  Xylocoris flavipes ingår i släktet Xylocoris och familjen näbbskinnbaggar. Arten är reproducerande i Sverige. Inga underarter finns listade i Catalogue of Life.